# Silvana Imam

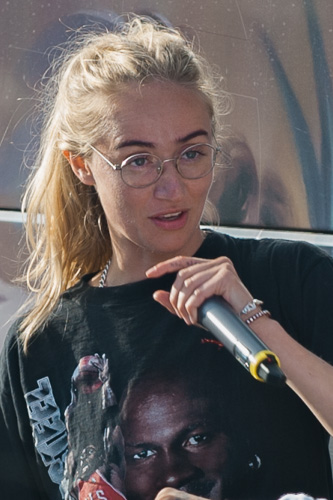
Silvana Imam, 2015

Silvana Angelina Imam (* 19. September 1986 in Klaipėda, in der damaligen Litauischen Sozialistischen Sowjetrepublik) ist eine schwedische Rapperin.

## Leben
Imam ist die Tochter einer litauischen Sprachwissenschaftlerin und eines aus Syrien stammenden Journalisten und Juristen. Sie kam im heutigen Litauen zur Welt und lebte zunächst in der Stadt Klaipėda. Ihre Eltern zogen mit ihr in die Tschechoslowakei nach Prag. Dort kam allerdings ihr Vater wegen seiner politischen Haltung unter Druck. Als Silvana Imam vier Jahre alt war, flohen ihre Eltern mit ihr in die nordschwedische Stadt Kiruna. Später ging die Familie nach Stockholm, wo sie sich im Vorort Jakobsberg niederließ. Imam arbeitete eine Zeit lang in New York City als Model, bevor sie nach Schweden zurückkehrte. Mit dem Plan, Lehrerin zu werden, schloss sie im Jahr 2012 an der Universität Stockholm ein Englisch- und Psychologiestudium ab.

### 2013–2017: Debütalbum und Dokumentarfilm
Im Mai 2013 gab Imam ihr Debütalbum Rekviem im Plattenlabel Playground Music heraus. Ihre EP Jag dör för dig kam im Jahr 2015 heraus. Bei der 2016er-Ausgabe des Musikpreises Grammis gewann sie in der Kategorie „Künstler des Jahres“. Im Jahr 2016 wurde ihr zweites Album veröffentlicht, das von Kritikern überwiegend positive Rezensionen erhielt. Das Werk mit dem Titel Naturkraft war unter anderem in Zusammenarbeit mit ihrer Lebensgefährtin, der Sängerin Beatrice Eli, entstanden. Imams Vater hatte zunächst Probleme mit ihrem Coming-out, später änderte er jedoch seine Meinung und trat fortan auch mit seiner Tochter auf.
In den Jahren von 2014 bis 2016 wurde sie von einem Filmteam begleitet. Aus dem Filmmaterial entstand die Dokumentation Silvana, deren Veröffentlichung im Jahr 2017 erfolgte. Ab August 2018 wurde sie auch in deutschen Kinos gezeigt. Der Film gewann in der Kategorie „Bester Dokumentarfilm“ beim Filmpreis Guldbagge.

### Seit 2018
Ihr Album Helig Moder veröffentlichte sie im Februar 2019 im eigenen Plattenlabel, nachdem es zuvor zu einem Streit mit ihrem Management gekommen war. Im Juli 2019 war sie die erste Künstlerin in 34 Jahren, die die Hauptbühne beim dänischen Roskilde-Festival eröffnete. Im selben Jahr eröffnete sie auch das norwegische Øyafestivalen. Im Herbst 2020 nahm sie an der Fernsehshow Så mycket bättre teil. Dort sang sie unter anderem mit verändertem Text ein Cover des Lieds Tror du att han bryr sig, das im Original von Benjamin Ingrosso und Felix Sandman gesungen worden war. Ihre Version des Songs wurde in den schwedischen Musikcharts gelistet.
Im Jahr 2021 schrieb sie mit Känslan das offizielle schwedische Lied für die Fußball-Europameisterschaft 2021. Im selben Jahr war sie zudem für das offizielle schwedische Lied für die Olympischen Sommerspiele zuständig. Gemeinsam mit der Sängerin Lune sang sie Vinner med hjärtat ein.
Im Herbst 2023 gab sie am Kulturhuset Stadsteatern in Hamlet ihr Theaterdebüt. Im Dezember gab sie das Minialbum Hamlet heraus.

## Stil
Imam ist bekannt für ihre politischen Texte und Auftritte. In ihren Werken kritisiert sie unter anderem patriarchische Strukturen und Homophobie in der Gesellschaft. Des Weiteren thematisiert Rassismus, so etwa in ihrem Lied I Min Zon. In diesem rappt sie: „15 Millionen Menschen in der Welt heißen Mohamed, aber welchen Namen wollen sie auf dem Lebenslauf sehen?“ Bei ihren Auftritten sprach sie sich wiederholt gegen die Partei Sverigedemokraterna aus.

## Auszeichnungen
Grammis
- 2015: Nominierung in der Kategorie „Künstler des Jahres“[21]
- 2015: Nominierung in der Kategorie „Hip Hop/Soul des Jahres“ (für När du ser mig – Se dig)
- 2015: Nominierung in der Kategorie „Songwriter des Jahres“ (für När du ser mig – Se dig)
- 2016: „Künstler des Jahres“[6]
- 2016: Nominierung in der Kategorie „Künstler des Jahres“ (für Jag dör för dig)
- 2016: Nominierung in der Kategorie „Songwriter des Jahres“ (für Jag dör för dig)
- 2017: Nominierung in der Kategorie „Album des Jahres“ (für Naturkraft)[22]
- 2017: Nominierung in der Kategorie „Hip Hop/Soul des Jahres“ (für Naturkraft)

Sonstige Auszeichnungen
- 2016: P3 Guld (Guldmicken)[23]

## Diskografie

### Alben
| Jahr | Titel       | Höchstplatzierung, Gesamtwochen, AuszeichnungChartsChartplatzierungen (Jahr, Titel, Platzierungen, Wochen, Auszeichnungen, Anmerkungen) | Anmerkungen |
| Jahr | Titel       | SE | Anmerkungen |
| ---- | ----------- | --- | ----------- |
| 2016 | Naturkraft  | SE17 (9 Wo.)SE |             |
| 2019 | Helig moder | SE13 (1 Wo.)SE |             |

Weitere Alben
- 2013: Rekviem
- 2023: Hamlet

### EPs
| Jahr | Titel           | Höchstplatzierung, Gesamtwochen, AuszeichnungChartsChartplatzierungen (Jahr, Titel, Platzierungen, Wochen, Auszeichnungen, Anmerkungen) | Anmerkungen |
| Jahr | Titel           | SE | Anmerkungen |
| ---- | --------------- | --- | ----------- |
| 2015 | Jag dör för dig | SE41 (1 Wo.)SE |             |

Weitere EPs
- 2014: När du ser mig

### Singles
| Jahr | Titel Album                | Höchstplatzierung, Gesamtwochen, AuszeichnungChartsChartplatzierungen (Jahr, Titel, Album, Platzierungen, Wochen, Auszeichnungen, Anmerkungen) | Anmerkungen                                                                           |
| Jahr | Titel Album                | SE | Anmerkungen                                                                           |
| ---- | -------------------------- | --- | ------------------------------------------------------------------------------------- |
| 2016 | Du fria (NISJ Remix) –     | SE86 (1 Wo.)SE | mit Håkan Hellström                                                                   |
| 2020 | Tror du att han bryr sig – | SE53 (2 Wo.)SE | featuring Molly Hammar Beitrag zu Så mycket bättre: Original Benjamin Ingrosso (2018) |
| 2020 | Stad i ljus –              | SE58 (1 Wo.)SE | featuring Marzena Beitrag zu Så mycket bättre: Original Tommy Körberg (1988)          |

Weitere Singles
- 2014: Svär på min mamma
- 2015: För Evigt
- 2015: Knark
- 2016: Sett Henne
- 2017: Guldtänder (Jaqe feat. Silvana Imam)
- 2017: Fri
- 2018: Bulletproof Baby
- 2018: 4h/Ta Hand Om Dig
- 2018: Vikken Då
- 2018: Jag ser ljuset
- 2021: Känslan
- 2021: Vinner med hjärtat